# System podatkowy w Polsce
System podatkowy w Polsce – ogół obowiązujących w Polsce przepisów prawnych z zakresu ustalania i poboru podatków.

## Podstawy prawne
Prawne podstawy nakładania obowiązków podatkowych w Polsce stanowi obowiązująca od dnia 17 października 1997 r. Konstytucja Rzeczypospolitej Polskiej z dnia 2 kwietnia 1997 r. Art. 217 stanowi, że:

Nakładanie podatków i innych danin publicznych oraz określanie podmiotów opodatkowania, przedmiotów opodatkowania, stawek podatkowych, kategorii podmiotów zwolnionych od podatków i zasad przyznawania ulg oraz umorzeń podatkowych może następować wyłącznie w drodze ustawy.

Zgodnie z zasadą wyrażoną w art. 8 Konstytucji, jej przepisy stosuje się bezpośrednio, chyba że Konstytucja stanowi inaczej. Miejsce Konstytucji w systemie źródeł prawa podatkowego wymaga nadto, aby proces jego wykładni przebiegał w taki sposób, by dokonana interpretacja była zgodna z Konstytucją. W tej kwestii należy zwrócić uwagę na wytyczne Trybunału Konstytucyjnego, zawarte w uchwale z dnia 6 września 1995 r., sygn. W 20/94 (Orzecznictwo Trybunału Konstytucyjnego, 1995, nr 1, poz. 6, cz. II, s. 258–265), który wskazuje, iż w sytuacji, gdy jest możliwe takie wyłożenie przepisu, aby pozostawał on w zgodzie z Konstytucją, należy z tej możliwości skorzystać, odrzucając taką drogę interpretacji, która prowadzi do odczytania przepisu jako niekonstytucyjnego.
Na polski system podatkowy składa się dwanaście tytułów podatkowych, objętych materialnym szczególnym prawem podatkowym. Pojęcie podatku zostało zdefiniowane w art. 6 ustawy z dnia 29 sierpnia 1997 r. – ordynacja podatkowa i jest to publicznoprawne, nieodpłatne, przymusowe i bezzwrotne świadczenie pieniężne na rzecz Skarbu Państwa, województwa, powiatu lub gminy, wynikające z ustawy podatkowej. Przepisy ordynacji podatkowej stosuje się również do opłat i innych niepodatkowych należności budżetu państwa i budżetów jednostek samorządu terytorialnego, do których ustalania lub określania uprawnione są organy podatkowe, oraz opłat, o których mowa w przepisach o podatkach i opłatach lokalnych.
Część materialna ogólna i część proceduralna prawa podatkowego została uregulowana przepisami ordynacji podatkowej.

## Rodzaje podatków
Obecnie w Polsce wyróżniamy 17 rodzajów podatków według Ministerstwa Finansów.
Podatki bezpośrednie:
1. podatek dochodowy od osób fizycznych (PIT),
2. podatek dochodowy od osób prawnych (CIT),
3. podatek od spadków i darowizn,
4. podatek od czynności cywilnoprawnych (PCC),
5. podatek rolny,
6. podatek leśny,
7. podatek od nieruchomości,
8. podatek od środków transportowych,
9. podatek tonażowy,
10. podatek od wydobycia niektórych kopalin,
11. zryczałtowany podatek od wartości sprzedanej produkcji (tzw. podatek od produkcji okrętowej),
12. podatek od niektórych instytucji finansowych,
13. podatek od sprzedaży detalicznej,
14. podatek od dochodów kapitałowych.

Podatki pośrednie:
1. podatek od towarów i usług (VAT),
2. podatek akcyzowy,
3. podatek od gier.

Istnieją również inne opłaty/daniny, które de facto także są podatkami:
1. Składki ZUS (choć w części kapitałowej są one zwrotne, np. emerytura)[9]
2. Cło[10]
3. Podatek cukrowy (opłata od środków spożywczych)[11]
4. Podatek handlowy
5. Podatek od deszczu
6. Opłata przekształceniowa OFE
7. Podatek od alkoholu w małych butelkach (do 300 ml) – „małpek”[12]
8. Danina solidarnościowa
9. Podatek piwny (opłata wnoszona przez podmioty świadczące usługę będącą reklamą napojów alkoholowych)[13]
10. Opłata mocowa[14]
11. Opłata paliwowa[15]
12. Abonament radiowo-telewizyjny
13. Opłata reprograficzna[16]
14. Podatek śmieciowy[17]
15. Opłata recyklingowa[18]
16. Exit Tax (podatek od niezrealizowanych zysków)(inne języki)[19]

1. Wpłaty na fundusze promocji produktów rolno-spożywczych[20]

1. Wpłaty dotyczące Funduszu Ochrony Rolnictwa[21][22]

Inne podatki – lokalne:
1. Opłata targowa
2. Opłata uzdrowiskowa
3. Opłata miejscowa
4. Podatek od posiadania psa (opłata od posiadania psów)
5. Opłata reklamowa
6. Opłata planistyczna[24]
7. Opłata z tytułu przekształcenia prawa użytkowania wieczystego gruntu zabudowanego na cele mieszkaniowe w prawo własności (opłata przekształceniowa)[25][26]

Nieistniejące już podatki, obowiązujące w Polsce w jakimkolwiek okresie po roku 1989:
1. Podatek węglowodorowy[27]

### Podatek dochodowy od osób fizycznych
Podatek dochodowy od osób fizycznych w Polsce uregulowany jest ustawą z dnia 26 lipca 1991 r. (Dz.U. z 2025 r. poz. 163). Ponadto prawa i obowiązki podatnika tego podatku wynikają z szeregu postanowień Konstytucji RP, wielu ustaw i ratyfikowanych umów międzynarodowych oraz rozporządzeń wykonawczych.
Podatnikami podatku dochodowego są osoby fizyczne. Do zakresu przedmiotowego podatku od dochodów osób fizycznych należą wszelkiego rodzaju dochody, z wyjątkami dochodów, które zostały zakwalifikowane przez ustawę do kategorii zwolnień przedmiotowych.

### Podatek od towarów i usług
Podatek od towarów i usług wprowadzony został w Polsce przez ustawę z dnia 8 stycznia 1993 r. o podatku od towarów i usług oraz o podatku akcyzowym (Dz.U. z 1993 r. nr 11, poz. 50). Konieczność harmonizacji polskiego prawa podatkowego z prawem UE zmusiła polskiego ustawodawcę do uregulowania tej kwestii w nowej ustawie o podatku od towarów i usług z dnia 11 marca 2004 roku (Dz.U. z 2023 r. poz. 1570).
Podstawową stawką VAT jest od 1 stycznia 2011 stawka 23%. Dla niektórych towarów i usług przewidziano stawki obniżone: 8% oraz 5% (stawka 5% obejmuje produkty żywnościowe, książki na wszystkich nośnikach fizycznych oraz czasopisma). Istnieje również stawka w wysokości 7% – jest to naliczana przez nabywcę towarów od rolnika ryczałtowego (art. 115 ust. 2 ustawy o podatku od towarów i usług). Nie jest to w zasadzie stawka, którą są opodatkowane towary lub usługi, ale zryczałtowana kwota zwrotu VAT dla rolnika ryczałtowego, który jest z VAT zwolniony.
Istnieje również stawka 0%, która obowiązuje przy:
- wewnątrzwspólnotowej dostawie towarów,
- eksporcie towarów.

Przy świadczeniu usług w handlu i gastronomii podatnik może obliczać kwotę VAT od wartości brutto towaru (art. 85 ustawy z dnia 11 marca 2004 o podatku od towarów i usług) stosuje wówczas stawki:
- 18,70% wartości brutto dla towarów i usług objętych stawką 23%
- 7,41% wartości brutto dla towarów i usług objętych stawką 8%
- 4,76% wartości brutto dla towarów i usług objętych stawką 5%.

Ponadto niektóre czynności są zwolnione od podatku. Oznacza to między innymi, że świadczący czynności zwolnione w przeciwieństwie do tych, którzy świadczą usługi opodatkowane stawką 0%, nie mogą dokonać odliczenia podatku naliczonego zapłaconego podczas świadczenia tych usług.

## Historia
- Podatek od ponadnormatywnych wypłat wynagrodzeń
- Podatek wyrównawczy

## Fiskalizm oraz efektywność systemu podatkowego
W opublikowanych w 2009 roku założeniach programu e-podatki Ministerstwo Finansów wskazało m.in. na następujące problemy w obecnym systemie podatkowym:
- niska ściągalność należnych podatków,
- niska wykrywalność oszustw podatkowych,
- duże obciążenia po stronie podatników związane z rozliczaniem należności,
- zbyt wysokie koszty pobierania podatków[28].

Ministerstwo Finansów szacuje, że w Polsce same obciążenia administracji publicznej związane z niefiskalnymi zadaniami administracji skarbowej (np. wydawanie zaświadczeń) generują 15–20% kosztów, głównie związanych z zaangażowaniem czasu pracowników. Minister finansów Mateusz Szczurek zauważył, że polski system podatkowy ma dwie główne wady: pierwsza to niska progresywność, czyli relatywnie wysokie obciążenia podatkowe osób mało zarabiających oraz relatywnie niskie dla osób dużo zarabiających; druga to duże zróżnicowanie efektywnych stawek podatkowych między „różnymi rodzajami świadczonej pracy”.
Według MFW niska efektywność systemu podatkowego jest jedną z przyczyn spadkowego trendu w przychodach podatkowych Skarbu Państwa trwającego od 2007 roku.

Podatek VAT jest podatkiem kosztownym w administrowaniu, przy czym koszty te są stałe względem stawki podatku. To oznacza, że czym niższa stawka tym wyższy jest koszt osiągnięcia jednej złotówki dochodu. Z drugiej jednak strony, wysoka stawka VAT, tak zresztą jak wysoka stawka każdego innego podatku, wiąże się z niekorzystnymi następstwami ekonomicznymi.

Koszty poboru podatków wyliczone w 2009 przez Europejskie Centrum Doradztwa i Dokumentacji Podatkowej wynoszą w Polsce 2,45 euro na każde 100 euro przychodu (dla porównania 1,31 w UK, 1,61 w Czechach). Koszty poboru wyliczone w 2002 roku dla całej polskiej administracji publicznej wynosiły 1,6% dochodów budżetowych. W badaniu z 2010 roku Polska pod względem kosztów poboru podatków (1,4%) ulokowała się na trzecim miejscu od końca. Według władz Lubina koszty poboru podatku od nieruchomości w tym mieście (wynikające z przepisów ogólnych) wynoszą ponad 20% wpływów.
Poza sektorem publicznym nieefektywny system podatkowy generuje znaczne koszty zewnętrzne po stronie płatników. Według raportu opracowanego w 2010 roku przez Deloitte na zlecenie Ministerstwa Gospodarki obciążenie administracyjne polskich przedsiębiorstw na 37,3 mld, czyli 2,9% PKB. Przeciętną firmę obsługa obowiązków na rzecz administracji publicznej kosztuje ponad 10 tys. zł, zaś przeciętny przedsiębiorca poświęca na nie jedną trzecią czasu pracy. W wykonanym przez Ministerstwo Gospodarki pomiarze obciążeń administracyjnych (OA), zidentyfikowano łącznie 3712 obowiązków informacyjnych nakładanych na przedsiębiorców przez przepisy prawa, w siedmiu sprawdzonych przez MG dziedzinach. Obciążenia te generują w skali całej gospodarki łączne koszty rzędu 77 miliardów złotych.
Profesor Marek Wierzbowski zwraca uwagę na zjawisko skupiania się na finansowym aspekcie kary administracyjnej bardziej niż na zapewnieniu, że dany obowiązek będzie w istocie realizowany. Według Gazety Prawnej organy skarbowe oraz sądy administracyjne na znaczną skalę ignorują wyroki Trybunału Konstytucyjnego korzystne dla podatników i opierają się wyłącznie na orzeczeniach pasujących z góry założonej tezy. Urzędy skarbowe obchodzą także przepisy ograniczające czas trwania kontroli skarbowej w firmach przez klasyfikowanie ich, zgodnie ze stanowiskiem Ministerstwa Finansów, jako „postępowań kontrolnych”, a nie kontroli.
Na podobną praktykę w 2012 roku wskazała „Rzeczpospolita”, opisując przypadek naginania przez urzędy skarbowe art. 56 § 2 kodeksu karnego skarbowego (podanie nieprawdy w oświadczeniu lub deklaracji). Ponieważ podatnik nie wydał całości środków na zakup nowego mieszkania, od reszty zapłacił podatek. W odpowiedzi urząd skarbowy przedstawił mu zarzut podania nieprawdy we wcześniejszej deklaracji. Zarzut ten został jednak uznany za bezsensowny przez Ministerstwo Finansów, które wskazało, że „nie sposób mówić o podaniu nieprawdy w odniesieniu do zdarzeń przyszłych i niepewnych”.
Według Centrum im. Adama Smitha obciążenie przeciętnego obywatela podatkami pośrednimi i bezpośrednimi w Polsce wynosi 44,8%. Stosunek dochodów podatkowych do dochodów Skarbu Państwa w 2007 roku wynosił w Polsce 34,2%.
Według „Rzeczpospolitej” koszt poniechanych od 1999 roku reform państwa sięgają 74 mld zł. Zdaniem prof. Elżbiety Mączyńskiej-Ziemackiej nieefektywne prawo podatkowe powoduje znaczne zmniejszenie wpływów podatkowych netto oraz prowadzi do szeregu patologii, przyczyniających się do marnowania potencjału przedsiębiorczości, np. „huby podatkowej”.
Podczas konferencji zorganizowanej przez Instytut Studiów Podatkowych w 2010 roku wskazano na liczne problemy polskiego systemu podatkowego jakim jest nieczytelność ordynacji podatkowej po setkach nowelizacji, znaczne obciążenie urzędów skarbowych interpretacjami podatkowymi, rozbieżności w orzecznictwie sądów i zaniechania ustawodawcy. Podobne wnioski padały podczas konferencji zorganizowanej przez Pracodawców Rzeczypospolitej Polskiej, w 2013 roku powtarzała ja była wiceminister finansów Irena Ożóg.
W 2009 roku w rankingu uciążliwości podatkowej Polska została sklasyfikowana na trzecim miejscu (po Włoszech i Turcji) wśród krajów OECD.
Równocześnie znane są przykłady potwierdzające tezę, że uproszczenie podatków skutkuje wzrostem ich wpływów – taki skutek miało uproszczenie opodatkowania od wynajmu nieruchomości oraz obniżka akcyzy na alkohol. Z kolei wysoki podatek akcyzowy na paliwa, zwłaszcza olej napędowy, skutkuje tym, że ok. 10% paliwa będące w obrocie pochodzi z nielegalnego importu. Podobne zjawisko można zaobserwować na rynku tytoniu.
W 2013 roku prezydent Bronisław Komorowski oraz Rzecznik Praw Obywatelskich Irena Lipowicz niezależnie zaapelowali o reformę prawa podatkowego, jako dziedziny niezwykle rozbudowanej przez lata, niespójnej i stanowiącej jeden z największych źródeł problemów prawnych w Polsce.
W 2013 roku redakcja „Rzeczpospolitej”, Krajowa Rada Doradców Podatkowych oraz konfederacja pracodawców „Lewiatan” przygotowała „Białą księgę problemów podatkowych” dokumentującą najbardziej uciążliwe niespójności polskiej ordynacji podatkowej i skierowały ją do Ministerstwa Finansów z prośbą o ich naprawienie.
W rankingu Paying Taxes 2013 Polska uplasowała się na 113. miejscu ze 189. sklasyfikowanych państw. Modelowy polski przedsiębiorca poświęca 286 godzin rocznie na spełnienie 18 obowiązków podatkowych stanowiących 41,6% jego zysku.
W kontroli urzędów skarbowych w 2014 roku Najwyższa Izba Kontroli wskazała na następujące patologie w rozliczaniu umów sprzedaży nieruchomości:
- urzędy skarbowe sprawdzały je tuż przed upływem terminu przedawnienia (5 rok), w rezultacie czego podatnicy, których umowy zakwestionowano płacili o wiele większe odsetki niż gdyby umowy te były skontrolowane wkrótce po ich zawarciu; ponadto połowa skontrolowanych urzędów wszczynała postępowania już po upływie terminu przedawnienia, w wyniku czego Skarb Państwa stracił ok. 460 tys. zł;
- urzędy zmieniały wykładnię prawa, wskutek czego podatnicy w tej samej sytuacji faktycznej byli traktowani nierówno – jedni płacili domniemane zaległości, inni nie musieli ich płacić, ponieważ w ich przypadku przyjęto korzystniejszą wykładnię;
- urzędy selektywnie stosowały korzystniejsze dla siebie wykładnie przepisów i na tej podstawie pobierały podatki od zobowiązań przedawnionych oraz niezasadnie kwestionowały prawo podatników do zwolnienia z podatku.

W kontroli postępowań skarbowych od 2013 roku NIK odnotowała, że „izby celne i urzędy skarbowe, poza nielicznymi przypadkami, prawidłowo wykonywały wyroki sądów administracyjnych”, ale równocześnie wskazała na szereg problemów związanych z wykonywaniem tych wyroków:
- zauważalna jest tendencja do sprawnego wykonania wyroków korzystnych dla organów skarbowych, podczas gdy wyroki niekorzystne są wykonywane mniej chętnie;
- od 2013 roku gwałtownie rośnie liczna decyzji skarbowych zaskarżanych przez podatników (wzrost o 30%)
- blisko 25% zaskarżonych decyzji jest uchylana przez sądy administracyjne, co zdaniem NIK wynika głównie z niskiej jakości prawa oraz zaniedbań po stronie organów skarbowych (wybiórcze traktowanie materiału dowodowego, stronnicza interpretacja przepisów);
- znaczna część postępowań dotyczyła spraw sprzed ponad 7 lat (najstarsza sprzed 13 lat), co skutkowało niską (rzędu 25%) ściągalnością tych decyzji, które się uprawomocniły.